# Невилл, Алан
А́лан де Не́вилл (англ. Alan de Neville, также англ. Alan de Neuville; ум. ок. 1176) — английский дворянин и государственный деятель. Служил главным лесничим королевских лесов при Генрихе II.

## Биография

### Ранние годы
Алан был потомком Гилберта I де Невилла — мелкого землевладельца из Линкольншира времён пост-Нормандского завоевания; в Книге Страшного суда он указан держателем линкольнширского Уолкота от аббатства Питерборо, а также других земель в Линкольншире от аббатства, полученных в 1115 и 1125 годах. Других данных о происхождении Алана нет, однако известно, что у него был брат Гилберт, вероятно названный в честь их предка; Гилберт указан в качестве свидетеля в некоторых хартиях брата.
Впервые в исторических записях Алан появляется в 1138 году в качестве дворецкого графа Галерана IV де Мёлана, однако вполне вероятно, де Невилл служил у де Мёлана и до этого времени. В должности дворецкого Алан получал ренту с рыночных сборов в Понт-Одеме в размере ста шиллингов в год. Алан де Невилл выступил в качестве свидетеля в хартии Галерана, выданной аббатству Тирон и датированной до 1141 года. Вплоть до 1150-х годов Алан засвидетельствовал ещё порядка десяти хартий де Мёлана.

### Королевская служба
В 1153 году Алан уже был на службе у будущего короля Генриха II. В 1156 году де Невилл был освобождён от уплаты данегельда на его земли в Линкольншире, часть из которых некогда принадлежали Гилберту де Невиллу. Генрих также предоставил Алану земли вокруг Мальборо и, возможно, позднее поручил ему охрану замка Мальборо, поскольку его сын Ив значился ответственным за работы в замке в 1176 году. К 1163 году Алану де Невиллу было поручено выслушивать просьбы относительно лесов в Оксфордшире и, вероятно, Бакингемшире, Бедфордшире, Лестершире, Уорикшире, Кембриджшире, Хантингдоншире и Нортгемптоншире.
Алан в качестве одного из сторонников короля присутствовал на Кларендонском совете и стал одним из свидетелей принятия в 1164 году Кларендонских конституций, ставших результатом деятельности совета. В 1166 году он был назван главным лесничим королевских лесов, ответственным за сохранность лесов, принадлежащих короне, а также лесов, принадлежавшим представителям знати; Алан также отвечал за деятельность королевских судов, связанных с лесным правом: обеспечивал соблюдение законов касательно леса, которые накладывали запрет на вырубку деревьев, расчистку новых пахотных земель, браконьерство или создание ограждений в королевских лесах. Любые нарушения лесного законодательства подлежали денежным штрафам, которые являлись важным источником королевских доходов; выявление преступлений, назначение наказания и его осуществление также находились в ведении Алана де Невилла. Деятельность Алана вызывала возмущение у людей, подвергшихся применению к ним лесного права.
Алан поддержал короля во время полемики Бекета между архиепископом Кентерберийским Томасом Бекетом и Генрихом II, длившейся с 1163 по 1170 год, и был отлучён от церкви архиепископом — дважды. Первое отлучение произошло, когда де Невилл подверг заключению одного из капелланов Бекета, Уильяма Солсбери, в течение шести месяцев в замке Корф в связи с участием в действиях Бекета, направленных против монарха. Отлучение было отменено епископом Лондонским Гилбертом Фолиотом, когда Алан решил отправиться в крестовый поход. Бекет был возмущён действиями епископа, хотя Фолиот даровал отпущение грехов де Невиллу при условии, что тот получит епитимью от папы римского по пути в Святую землю.
В течение 1166 года Алан был ответственным за Стаффордширский эйр — «странствующее правосудие» — и принимал прошения касательно лесов в Девоншире, Вустершире и, вероятно, на других вверенных ему территориях. В 1167 году настоятель аббатства Баттл отправил монаха, чтобы умолять Галерана IV де Мёлана вмешаться и остановить поборы де Невилла, взимаемых с усадьбы настоятеля. После восстания 1173—1174 годов Алан справлял лесной эйр и с 1176 по 1178 год наложил штрафов на общую сумму в двенадцать тысяч фунтов за нарушения лесного права во время восстания. Вероятно, этот эйр был назначен лично королём и использовал лесное право, поскольку оно зависело исключительно от короля, а не основывалось на обычных законах.

### Смерть и наследие
Алан де Невилл скончался примерно в 1176 году. После его смерти монахи из аббатства Баттл попросили короля о захоронении тела Алана в их монастыре, возможно, надеясь посредством этого действия заполучить часть владений Невилла. Однако король, по слухам, ответил: «я получу его деньги, вы можете забрать тело, а демоны в аду — душу».
В хронике аббатства Баттл утверждалось, что Алан де Невилл «наиболее злостно досаждал различным провинциям по всей Англии бесчисленными и непривычными преследованиями». В хронике также отмечалось, что Невилл был в равной степени строг как в отношении духовенства, так и простого народа. По словам историка Роберта Бартлетта, поборы Невилла принесли ему дурную репутацию, а деятельность его граничила с вымогательством.

## Семья
Алан де Невилл был женат на дочери лорда Понт-Одеме. У него было по меньшей мере четверо сыновей — Ив, Томас, Ральф и Джеффри. Алан также мог быть отцом Алана де Невилла Младшего, который служил королевским судьёй. Хью де Невилл, служивший главным лесничим при королях Ричарде Львиное Сердце, Иоанне Безземельном и Генрихе III, был вероятно внуком Алана от его сына Ральфа.